# 스피리덴스과
스피리덴스과(Spiridentaceae)는 참이끼목에 속하는 이끼과 중의 하나이다. 2속 12종으로 이루어져 있다. 히프노덴드론목 히프노덴드론과에 포함시켜 분류하기도 한다.

## 하위 속
- 프란키엘라속 (Franciella) - 유일종 F. spiridentoides
- 스피리덴스속 (Spiridens) - 11종